# Maldà (kommun)
Maldà är en kommun i Spanien.   Den ligger i provinsen Província de Lleida och regionen Katalonien, i den östra delen av landet, 400 km öster om huvudstaden Madrid. Antalet invånare är 239. Arean är 31 kvadratkilometer. Maldà gränsar till Belianes, Sant Martí de Riucorb, Vallbona de les Monges, Els Omells de na Gaia, L'Espluga Calba, Els Omellons och Arbeca. 
Terrängen i Maldà är lite kuperad.